# (52768) 1998 OR2
(52768) 1998 OR2, con designación provisional 1998 OR2, es un asteroide con una órbita excéntrica, clasificado como objeto cercano a la Tierra y asteroide potencialmente peligroso del grupo Amor con un diámetro de 2 a 4 kilómetros. Fue descubierto el 24 de julio de 1998 por astrónomos del programa NEAT en el Observatorio Haleakala, Hawái.
Hay imágenes previas a la recuperación de 1987 y 1996. Es uno de los asteroides potencialmente peligrosos más brillantes y, por lo tanto, más grandes que existen.  Con un arco de observación de 32 años, el asteroide tiene una órbita bien determinada y la trayectoria es bien conocida hasta el año 2197. La órbita del asteroide solo es potencialmente peligrosa en la escala de tiempo no de cientos, si no de miles de años.

## Actividad en 2020

Asteroide 52768 (1998 OR2) 9/abr/2020 Lapso de tiempo.

El 29 de abril de 2020 a las 09:56 UTC, el asteroide pasó a 0.042 UA (6.3 millones de km) de la Tierra, más de 16 veces la distancia de esta a la Luna, sin ningún peligro. Con observaciones tan recientes como abril de 2020 y un arco de observación de 32 años, la distancia de aproximación cercana a 2020 se conoce con una precisión de aproximadamente ± 11 km. (En comparación, Venus está a 0.29 UA (43 millones de km) de Tierra, el 3 de junio de 2020.)

## Órbita y clasificación
1998 OR2 es miembro del grupo dinámico Amor,  y, por lo tanto, actualmente no cruza la órbita de la Tierra. El acercamiento más cercano del asteroide al Sol está justo fuera de la distancia más alejada de la Tierra del Sol. Cuando el asteroide tiene un punto de perihelio inferior a 1.017 UA (afelio de la Tierra), se clasifica como un asteroide Apolo. 
La categoría de este asteroide cambia de un lado a otro a lo largo de los años debido a perturbaciones menores.
Orbita alrededor del Sol a una distancia de 1.0 a 3.7 UA una vez cada 3 años y 8 meses (1.344 días; eje semi-mayor de 2.38   UA). Su órbita tiene una alta excentricidad de 0.57 y una inclinación de 6° con respecto a la eclíptica. Con su afelio suficientemente grande, este asteroide también se clasifica como un cruce de Marte, cruzando la órbita del Planeta Rojo en 1.66   UA.  

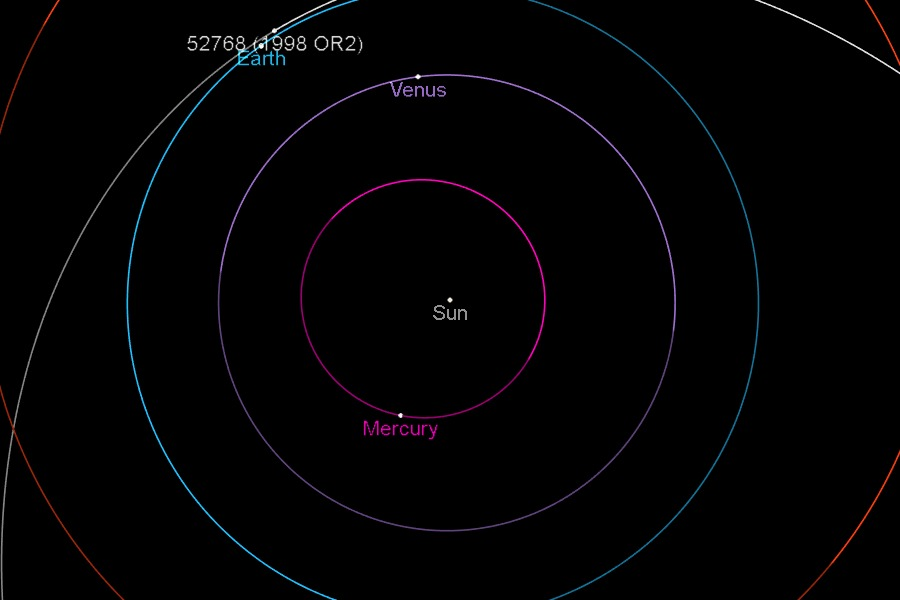
Órbita de (52768) 1998 OR2, el 20 de abril de 2020

El cuerpo del arco de observación comienza con un anteriores al descubrimiento publicado por la Encuesta Digitized Sky tomada en el Observatorio Siding Spring en junio de 1986, más de 12 años antes de su descubrimiento oficial de observación en Haleakala.  

### Acercamientos
Con una magnitud absoluta de aproximadamente 15.8, 1998 OR2 es uno de los asteroides potencialmente peligrosos más brillantes y presumiblemente más grandes conocidos.  Actualmente tiene una distancia mínima de intersección orbital de 0,0154 unidades astronómicas (2 303 807,2 km), que se traduce en 6.0 distancias lunares. El 16 de abril de 2079, este asteroide realizará un encuentro cercano a la Tierra a una distancia segura de 0.0118 UA, y pasará a la Luna a 0.0092 UA. La órbita del asteroide solo es potencialmente peligrosa en la escala de tiempo de cientos si no miles de años.

## Características físicas
Según las observaciones del telescopio IRTF de la NASA durante el programa ExploreNEOs Warm Spitzer, 1998 OR2 es un asteroide de tipo L bastante raro.

### Periodo de rotación
En 2009, se obtuvieron curvas de luz rotacionales de 1998 OR2 a partir de observaciones fotométricas realizadas por astrónomos en Salvador, Brasil, y durante el Estudio Fotométrico de Asteroides Cercanos a la Tierra del Observatorio Lowell (NEAPS). El análisis de la curva de luz dio un período de rotación de 3.198 y 4.112 horas con una amplitud de brillo de 0.29 y 0.16 de magnitud, respectivamente (U=2/2+).

### Diámetro y albedo
El Collaborative Asteroid Lightcurve Link asume un albedo estándar para asteroides pedregosos de 0.20 y calcula un diámetro de 2.15 kilómetros basado en una magnitud absoluta de 15.7.

## Nombre
Hasta 2020, este planeta menor no ha sido nombrado.  